# Vilhelm Ekelund
Vilhelm Ekelund (ur. 14 października 1880 w Stehag, zm. 3 września 1949 w Saltsjöbaden) – szwedzki poeta, eseista i aforysta.
W młodości autor inspirowanych francuskim i niemieckim symbolizmem wierszy opisujących krajobrazy rodzimej Skanii. W późniejszym okresie twórczości zwrócił się ku tendencjom klasycystycznym.

## Twórczość
- I skilda färger 1900
- Vårbris 1900
- Syner 1901
- Melodier i skymning 1902
- Elegier 1903
- In Candidum 1905
- Hafvets stjärna 1906
- Grekisk bukett 1906
- Dithyramber i aftonglans 1906
- Antikt ideal 1909
- Böcker och vandringar 1910
- Båge och lyra 1912
- Valda dikter 1913
- Tyska utsikter 1913
- Nordiskt och klassiskt 1914
- Veri similia I 1915
- Veri similia II 1916
- Metron 1918
- Attiskt i fågelperspektiv 1919
- Dikter I–III 1921
- Sak och sken 1922
- På hafsstranden 1922
- Böcker och vandringar 1923
- Väst-östligt 1925
- Lefnadsstämning 1925
- Passioner emellan. Flykten till naturen. Tydlighetens genius 1927
- Spår och tecken 1930
- Lyra och Hades 1930
- Båge och lyra 1932 1932
- Valda sidor och essays 1908–1930, 1933
- Det andra ljuset 1935
- Elpidi 1939
- Concordia animi 1942
- Atticism – humanism 1943
- Plus salis 1945
- Atticism – humanism. Andra upplagan med tillägg 1946
- Dikter 1951
- Prosa 1952
- Nya vakten 1953
- Ars Magna 1955
- Saltet och Helichrysus 1956
- In silvis cum libro 1957
- Skoltal 1961 (wybór aforyzmów)
- Själens tillflykt 1962 (wybór wierszy)
- Campus et dies 1963
- Agenda 1966 (dzienniki)
- Brev 1896-1916, 1968
- Brev 1917-1949, 1970
- Hjärtats vaggvisor 1970 (efterlämnade dikter)
- Hemkomst och flykt 1972 (zapiski autobiograficzne)
- Ur en scholaris' verkstad 1974
- Hjärtats väg 1974 (wybór wierszy)
- Aforismer och sentenser 1980
- Den ensammes stämningar 1984 (artiklar och dikter 1898–1910)

## Nagrody
- 1916 – Wielka Nagroda Dziewięciu
- 1924 – Wielka Nagroda Dziewięciu
- 1926 – Stypendium im. Gustafa Frödinga
- 1937 – Doktorat honoris causa Uniwersytetu w Lund
- 1944 – Nagroda Bellmana
- 1947 – Tegnérpriset